# Kwak Si-yang
Kwak Si-yang (곽시양?, Gwak Si-yangLR), pseudonimo di Kwak Myung-jin (곽명진?, Gwak Myeong-jinLR; Corea del Sud, 15 gennaio 1987), è un attore e modello sudcoreano.

## Filmografia

### Cinema
- Yaganbihaeng (야간비행), regia di Leesong Hee-il (2014)
- Goodbye Single (굿바이 싱글?), regia di Kim Tae-gon (2016)

### Televisione
- Gibun goheunnal (기분 좋은날) – serie TV (2014)
- Da jaldoel geo-ya (다 잘될 거야) – serie TV (2015)
- Chiljeonpalgi Goo Hae-ra (칠전팔기 구해라) – serie TV (2015)
- O na-ui gwisinnim (오 나의 귀신님) – serie TV (2015)
- Manyeobogam (마녀보감?) – serie TV (2016)
- Chicago tajagi – serie TV, 16 episodi (2017)
- Alice (앨리스?) – serie TV (2020)
- Rookie Cops (너와 나의 경찰수업?, Neo-wa na-ui gyeongchalsu-eopLR) – serie TV (2022) – cameo
- Geunom-eun heug-yeomnyong (그놈은 흑염룡?) – serie TV (2025)